# 奧伯古格爾

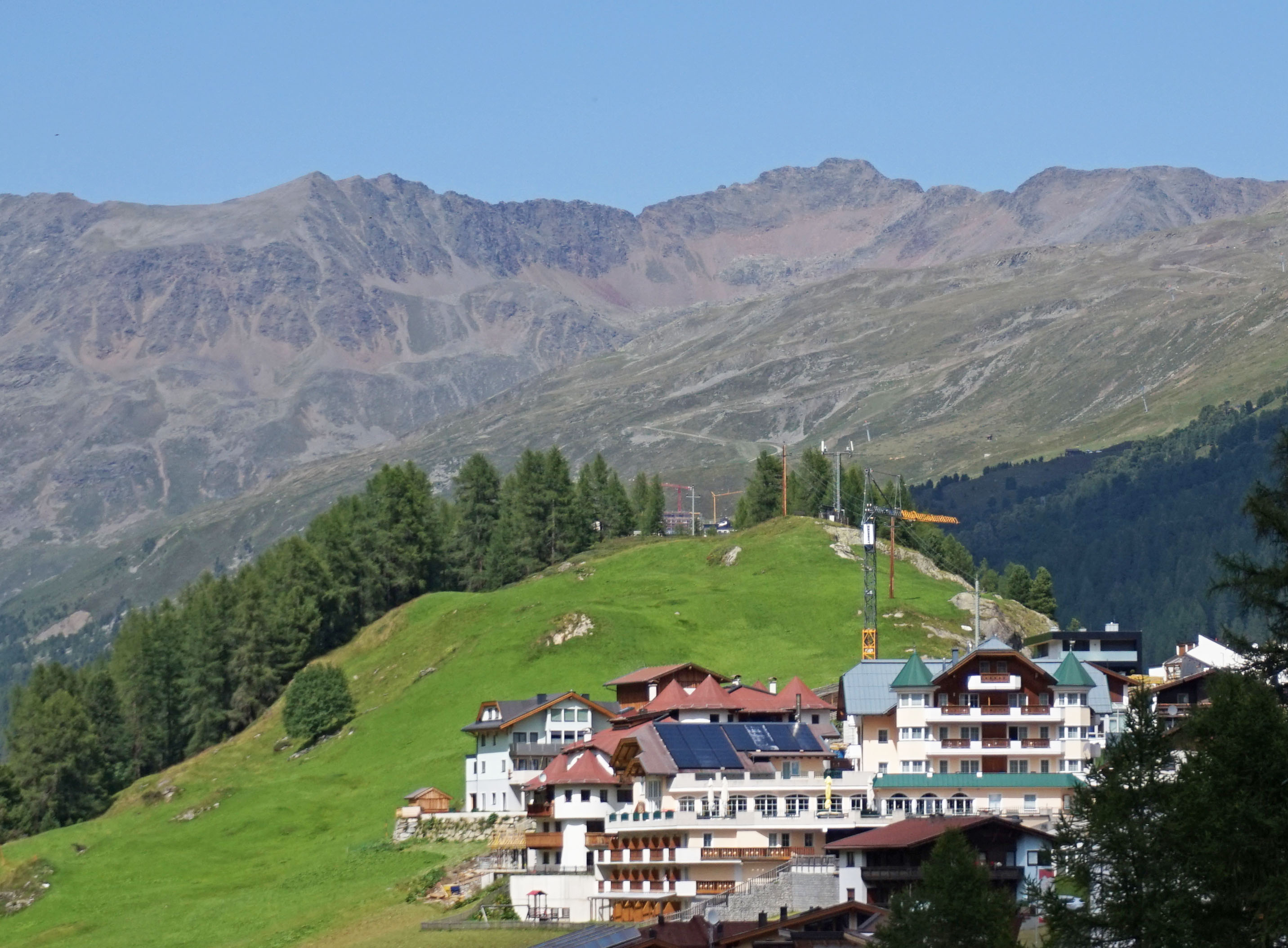
奧伯古格爾城鎮一景

奧伯古格爾（德語：Obergurgl）是位於奧地利提羅爾的一座村莊。奧伯古格爾的常住人口約有400人，但奧伯古伯爾是一個很受歡迎的度假地。奧伯古格爾的海拔高度1930米，是奧地利最高的教區。

## 外部連結
- Obergurgl-Hochgurgl （页面存档备份，存于）
- Skiresorts-Test （页面存档备份，存于）

46°52′N 11°01′E / 46.867°N 11.017°E